# Pediobius carinatiscutum
Pediobius carinatiscutum är en stekelart som först beskrevs av Girault 1917.  Pediobius carinatiscutum ingår i släktet Pediobius och familjen finglanssteklar. Inga underarter finns listade i Catalogue of Life.